# Joan Verger Pocoví
Joan Verger Pocoví (Montuïri, 1944 - 2 de maig de 2013) fou un enginyer i polític mallorquí del Partit Popular nascut a Montuïri.
Va llicenciar-se com a enginyer industrial a la Universitat de Barcelona i també fou diplomat en Medi Ambient.
La seva carrera política comença el 1979 quan va ser elegit regidor de Montuïri per UCD. A partir de 1982 va passar al PP essent vicepresident del Consell Insular de Mallorca entre 1983-1987, a més d'esser diputat al Parlament de les Illes Balears, membre del Comité Executiu del PP balear i president d'aquest entre 1984-86. El 1987 va ser elegit president del Consell de Mallorca, càrrec que exerciria fins a 1995. Durant aquest període també fou diputat balear i del comitè executiu del Banc de Crèdit Local d'Argentària. El 1996 va ser conseller del Govern Balear fins a 1999, etapa que combinà com a president del PP de les illes. Al 2003 ja no es tornà a presentar a les eleccions al Parlament després de cinc legislatures seguides com a parlamentari. A la sisena legislatura, al juliol de 2003 assumí el càrrec de la presidència de l'Autoritat Portuària de les Illes Balears, càrrec que exercí fins a l'any 2007.
El vergerisme va ser un corrent intern del Partit Popular de les Illes Balears que aparegué els anys vuitanta i noranta. El seu màxim representant era el mateix Joan Verger Pocoví. Els vergeristes representaven una facció crítica i contrària a la direcció de PP llavors presidida per Gabriel Cañellas. El seu baluard era el Consell Insular de Mallorca presidit entre 1987 i 1995 per Verger.